# Allenoconcha congener
Allenoconcha congener är en snäckart som beskrevs av Preston 1913. Allenoconcha congener ingår i släktet Allenoconcha och familjen Helicarionidae. Inga underarter finns listade i Catalogue of Life.